# 28 februari
28 februari är den 59:e dagen på året i den gregorianska kalendern. Det återstår 306 dagar av året (307 under skottår).

## Återkommande bemärkelsedagar

### Flaggdagar
- Finland: Kalevaladagen (den finländska kulturens dag)

## Namnsdagar

### I den svenska almanackan
- Nuvarande – Maria, Maja
- Föregående i bokstavsordning
  - Maja – Namnet infördes 1986 på 1 maj, flyttades 1993 till dagens datum och utgick 2001,  men återinfördes 2022.
  - Makarius – Namnet fanns, till minne av en egyptisk eremit från 300-talet, på dagens datum fram till 1806, då det utgick.
  - Maria – Namnet infördes på dagens datum 1806, då det ersatte Makarius, som en hedersbetygelse åt kung Gustav IV Adolfs dotter Amalia, som också hade detta namn. Det har funnits där sedan dess.
  - Marie – Namnet infördes på dagens datum 1986, men utgick 1993.
  - Mary – Namnet infördes på dagens datum 1986, men flyttades 1993 till 25 mars och utgick 2001.
- Föregående i kronologisk ordning
  - Före 1806 – Makarius
  - 1806–1900 – Maria
  - 1901–1985 – Maria
  - 1986–1992 – Maria, Marie och Mary
  - 1993–2000 – Maria och Maja
  - 2001–2021 – Maria
  - Från 2022 – Maria och Maja
- Källor
  - Brylla, Eva (red.): Namnlängdsboken, Norstedts ordbok, Stockholm, 2000. ISBN 91-7227-204-X
  - af Klintberg, Bengt: Namnen i almanackan, Norstedts ordbok, Stockholm, 2001. ISBN 91-7227-292-9
- När skottdagen låg den 24 februari (fram till 1996) försköts de namn, som låg på 27 februari, till dagens datum och dagens namn till den 29 februari under skottår.

### Finlandssvenska almanackan
- Nuvarande från 2000[1] – Rune, Runa
- I föregående revideringar[a][2]
  - 1929–1949 – Onni (Skottår: Torsten)
  - 1950–1972 – Rune (Skottår: Torsten)
  - 1973–1999 – Rune, Runa (Skottår: Torsten)

## Händelser
- 1648 – Vid Kristian IV:s död efterträds han som kung av Danmark och Norge av sin son Fredrik III.[3]
- 1710 – 14 000 svenskar under Magnus Stenbock besegrar en jämnstark dansk styrka under Jørgen Rantzau i slaget vid Helsingborg i norra Skåne. Detta blir sista gången svenska och danska trupper möts i strid på svensk mark. Stora nordiska kriget pågår dock i ytterligare elva år.
- 1854 – Det amerikanska republikanska partiet grundas av motståndare till det amerikanska slaveriet. Partiet går snabbt framåt och redan 1861 blir Abraham Lincoln USA:s förste republikanske president.
- 1897 – Ranavalona III, som har varit regerande drottning av merinariket på Madagaskar sedan 1883, blir avsatt av franska styrkor. Genom den franska invasionen av ön blir den en fransk koloni och Ranavalona blir därmed dess sista regent. Hon skickas först i exil till ögruppen Réunion, men överförs så småningom till Alger i Algeriet, där hon lever till sin död 1917.
- 1922 – Egypten blir självständigt från Storbritannien, efter ungefär sex år som brittisk protektorat. Det har dock stått under brittiskt inflytande sedan Suezkanalens byggande på 1860-talet och innan dess styrts av araber och osmaner sedan 639. De i sin tur erövrade det från Bysantinska riket, så i praktiken blir landet nu självständigt för första gången sedan den romerska erövringen 30 f.Kr.
- 1924 – Stridigheter utbryter i den honduranska staden La Ceiba mellan regeringstrupper och rebellstyrkor. Trots närvaron av den amerikanska kryssaren USS Denver och att amerikanska marinkårssoldater landstiger lyckas man inte förhindra den efterföljande plundring och mordbrand, som får till följd att femtio människor, varav en amerikansk medborgare, dödas.
- 1932 – Olle Bennström vinner Rämenloppet, som ingick i Sveriges vinter-Grand Prix.
- 1935 – Den amerikanske uppfinnaren Wallace Carothers lyckas i kemiföretaget DuPonts laboratorium för första gången framställa syntetmaterialet nylon. Carothers tar patent på materialet 1937, men det är först året därpå, som det lanseras till allmänheten.
- 1986 – Då den svenske statsministern Olof Palme och hans hustru Lisbeth är på väg hem från biografen Grand i Stockholm blir de klockan 23.21 beskjutna i korsningen mellan Tunnelgatan och Sveavägen. Hon träffas i armen, medan han blir skjuten i ryggen och dör omedelbart, även om han dödförklaras först klockan 0.06, sedan han av tillkallad ambulans har förts till Sabbatsbergs sjukhus. Trots att Lisbeth Palme sedermera pekar ut Christer Pettersson som mördaren förblir mordet på statsministern olöst.
- 1990 – Rymdfärjan Atlantis skjuts upp på uppdrag STS-36.[4]
- 1997 – När de båda bankrånarna Larry Eugene Phillips, Jr. och Emil Dechebal Matasareanu strax efter klockan 9.15 kommer ut från det Bank of America-kontor i North Hollywood i Los Angeles, som de just har rånat, möts de av patrullenheter från polisen. Då rånarna har skottsäkra västar på sig och är beväpnade med automatkarbiner utbryter en eldstrid mellan dem och polisen, vilken blir den mest våldsamma någonsin i amerikansk polishistoria.
- 2003 – Det tjeckiska parlamentet väljer Václav Klaus till landets nye president i en tredje omröstning, sedan man i de båda tidigare omröstningarna har misslyckats med att få fram en vinnare med egen majoritet. Därmed kan Klaus efterträda den sittande presidenten Václav Havel den 7 mars.
- 2013 – Påven Benedictus XVI abdikerar från ämbetet klockan 20.00, på grund av sviktande kroppsliga krafter, till följd av hans ålder (85 år). Detta är första gången sedan 1415 som påven abdikerar, och första gången sedan 1294 som abdikationen sker på eget initiativ och inte av tvång.

## Födda
- 1155 – Henrik den yngre, kung av England (medregent till sin far Henrik II) 1170–1183
- 1261 – Margareta av Skottland, Norges drottning 1281–1283 (gift med Erik Prästhatare)
- 1553 – Michel de Montaigne, fransk författare och filosof
- 1601 – Petrus Olai Dalekarlus, svensk politiker och domprost i Västerås
- 1683 – René Antoine Ferchault de Réaumur, fransk fysiker och zoolog som uppfann réaumurtemperaturskalan
- 1704 – Louis Godin, fransk astronom
- 1788 – Ezekiel F. Chambers, amerikansk politiker och jurist, senator för Maryland 1826–1834
- 1797 – John Henderson, amerikansk politiker, senator för Mississippi 1839–1845
- 1804 – Henry S. Foote, amerikansk politiker, senator för Mississippi 1847–1852 och guvernör i samma delstat 1852–1854
- 1817 – James S. Green, amerikansk demokratisk politiker och diplomat, senator för Missouri 1857–1861
- 1818 – David T. Patterson, amerikansk demokratisk politiker, senator för Tennessee 1866–1869
- 1819 – Sophia Isberg, svensk träskulptör
- 1820 – John Tenniel, brittisk illustratör
- 1833 – Alfred von Schlieffen, preussisk-tysk generalfältmarskalk som utarbetade den så kallade Schlieffenplanen, tysk generalstabschef 1891–1906
- 1858
  - Richard P. Ernst, amerikansk republikansk politiker, senator för Kentucky 1921–1927
  - Tore Svennberg, svensk skådespelare, chef för Dramaten 1922–1928
- 1873 – John Simon, 1:e viscount Simon, brittisk politiker
- 1892 – Kenneth S. Wherry, amerikansk republikansk politiker, senator för Nebraska 1943–1951
- 1893 – Claude Wickard, amerikansk demokratisk politiker, USA:s jordbruksminister 1940–1945
- 1894 – Ben Hecht, amerikansk dramatiker
- 1896 – Philip Showalter Hench, amerikansk läkare, mottagare av Nobelpriset i fysiologi eller medicin 1950
- 1900 – Wolfram Hirth, tysk pilot, flygplanskonstruktör och motorcykeltävlingsförare
- 1901 – Linus Pauling, amerikansk fysikalisk kemist, biokemist och fredsaktivist, mottagare av Nobelpriset i kemi 1954 och Nobels fredspris 1962
- 1903 – Vincente Minnelli, amerikansk regissör, far till Liza Minnelli
- 1905
  - Carin Swensson, svensk skådespelare och sångare
  - Xu Shiyou, kinesisk general och politiker
- 1906 – Bugsy Siegel, amerikansk gangster
- 1912 – Bertil, svensk prins, hertig av Halland
- 1915
  - Peter Medawar, brasilianskfödd brittisk immunolog, mottagare av Nobelpriset i fysiologi eller medicin 1960
  - Zero Mostel, amerikansk skådespelare
- 1916 – Svend Asmussen, dansk kompositör, kapellmästare och violinjazzmusiker
- 1919 – Teddy Rhodin, svensk balettdansör och koreograf
- 1920 – Alf Kjellin, svensk skådespelare och filmregissör
- 1921 – Sven Gillsäter, svensk filmare, fotograf, författare, manusförfattare och kortfilmsregissör
- 1923
  - Anders Andelius, svensk skådespelare
  - Charles Durning, amerikansk skådespelare
- 1927
  - Jarl Kulle, svensk skådespelare
  - Krishan Kanth, indisk politiker, Indiens vicepresident 1997–2002
- 1929 – Frank Gehry, amerikansk arkitekt
- 1930
  - Leon Cooper, amerikansk fysiker, mottagare av Nobelpriset i fysik 1972
  - Osman El-Sayed, egyptisk brottare
  - Arne Weise, svensk programledare
- 1931 – Peter Alliss, brittisk golfspelare, tv-kommentator, författare och golfbanearkitekt
- 1936
  - Ulf Bernitz, professor i europeisk integrationsrätt vid Stockholms universitet
- 1938
  - Martin Olav Sabo, amerikansk demokratisk politiker
  - Klaus Staeck, tysk grafisk konstnär
- 1939
  - Erika Pluhar, österrikisk skådespelare och sångare
  - Daniel C. Tsui, kinesisk-amerikansk fysiker, mottagare av Nobelpriset i fysik 1998
  - Tommy Tune, amerikansk dansare, koreograf, skådespelare, sångare, teaterdirektör och producent
  - Pelle Berglund, svensk regissör, producent och manusförfattare
- 1940
  - Mario Andretti, amerikansk racerförare
  - Joe South, amerikansk popmusiker och gitarrist
- 1942 – Brian Jones, amerikansk musiker och gitarrist, medlem i gruppen The Rolling Stones
- 1944
  - Colin Nutley, brittisk-svensk regissör
  - Olle Pettersson, svensk skådespelare
- 1945 – Aleksej Jekimov, rysk-amerikansk fysiker, mottagare av Nobelpriset i kemi 2023
- 1946 – Robin Cook, brittisk Labourpolitiker, Storbritanniens utrikesminister 1997–2001
- 1948
  - Steven Chu, amerikansk fysiker och politiker, mottagare av Nobelpriset i fysik 1997, energiminister 2009–2013
  - Mike Figgis, brittisk regissör, författare och kompositör
  - Bernadette Peters, amerikansk skådespelare, sångare
  - Mercedes Ruehl, amerikansk skådespelare
- 1955 – Gilbert Gottfried, amerikansk komiker
- 1956 – Guy Maddin, kanadensisk manusförfattare och filmregissör
- 1957 – John Turturro, amerikansk skådespelare
- 1960 – Dorothy Stratten, kanadensisk fotomodell och skådespelare
- 1962 – Karin Mamma Andersson, svensk konstnär
- 1963 – Mats Rudal, svensk skådespelare
- 1964 – Lotta Lotass, svensk författare och litteraturvetare, ledamot av Svenska Akademien 2009–2018
- 1970 – Daniel Handler, amerikansk författare med pseudonymen Lemony Snicket
- 1971 – Maria Blom, svensk regissör, dramatiker och manusförfattare
- 1973
  - Simone Hankin, australisk vattenpolospelare
  - Eric Lindros, kanadensisk ishockeyspelare
- 1976
  - Ali Larter, amerikansk skådespelare
  - Ja Rule, amerikansk skådespelare och rappare
- 1986 – Kim Martin, svensk ishockeymålvakt
- 1992 – Johan Gustafsson, svensk ishockeymålvakt
- 1993 – Vivian Sevenich, nederländsk vattenpolospelare
- 1995 – Quinn Shephard, amerikansk skådespelare

## Avlidna
- 1648 – Kristian IV, 70, kung av Danmark och Norge sedan 1588
- 1787 – Friedrike av Hessen-Kassel, 64, tysk adelsdam, hertiginna av Oldenburg sedan 1752 (gift med den svenske kungen Adolf Fredriks bror Fredrik August)
- 1834 – Isaac D. Barnard, 42, amerikansk politiker, senator för Pennsylvania 1827–1831
- 1844 – Abel P. Upshur, 53, amerikansk whigpolitiker, USA:s utrikesminister sedan 1843
- 1869 – Alphonse de Lamartine, 78, fransk författare och politiker
- 1885 – Robert M. Patton, 75, amerikansk politiker, guvernör i Alabama 1865–1868
- 1892 – Elias Nelson Conway, 79, amerikansk demokratisk politiker, guvernör i Arkansas 1852–1860
- 1894 – James W. McDill, 59, amerikansk republikansk politiker, senator för Iowa 1881–1883
- 1896 – Ante Starčević, 72, kroatisk politiker och politiker
- 1899 – James Madison Wells, 91, amerikansk politiker, guvernör i Louisiana 1865–1867
- 1908 – Pat Garrett, 57, amerikansk sheriff
- 1916 – Henry James, 72, amerikansk författare
- 1924 – Hanna Ouchterlony, 85, svensk kyrkoledare, grundare av den svenska och norska Frälsningsarmén
- 1925 – Friedrich Ebert, 53, tysk politiker, Tysklands rikspresident sedan 1919, rikskansler 1918–1919
- 1926 – Rienzi Melville Johnston, 76, amerikansk publicist och demokratisk politiker, senator för Texas 1913
- 1931 - John Ongman, svensk pastor och ledare för Örebromissionen
- 1936
  - Justus Hagman, 77, svensk skådespelare
  - Charles Nicolle, 69, fransk läkare och bakteriolog, mottagare av Nobelpriset i fysiologi eller medicin 1928
- 1941 – Alfons XIII, 54, kung av Spanien 1886–1931
- 1946 – Béla Imrédy, 54, ungersk politiker, Ungerns premiärminister 1938–1939 (avrättad)
- 1949 – Erland Colliander, 70, svensk skådespelare
- 1952 – Albert Forster, 49, tysk nazistisk politiker (avrättad)
- 1956 – Harley M. Kilgore, 62, amerikansk demokratisk politiker, senator för West Virginia sedan 1941
- 1959 – Maxwell Anderson, 70, amerikansk dramatiker och författare
- 1960 – Sigfrid Ullman, 74, svensk konstnär
- 1965 – Adolf Schärf, österrikisk politiker, förbundspresident 1957–1965
- 1966 – Schamyl Bauman, 72, svensk manusförfattare, producent, filmklippare och regissör
- 1977 – Eddie "Rochester" Anderson, 71, amerikansk skådespelare
- 1978 – Edgar Rosander, 82, svensk jurist, konsultativt statsråd 1940–1944
- 1985 – David Byron, 38, brittisk rocksångare, medlem i gruppen Uriah Heep
- 1986 – Olof Palme, 59, svensk socialdemokratisk politiker, Socialdemokraternas partiledare sedan 1969, Sveriges statsminister 1969–1976 och sedan 1982 (mördad)
- 1990 – Erik Upmark, 85, svensk ämbetsman och civilingenjör, generaldirektör för Statens Järnvägar 1949–1969
- 1993 – Ruby Keeler, 83, amerikansk skådespelare, sångare och dansare
- 1996 – Olle Åhlund, 75, svensk fotbollsspelare, OS-brons 1952
- 2000 – Pelle Ström, 86, svensk sångare
- 2004
  - Eivor Engelbrektsson, 89, svensk skådespelare
  - Daniel Boorstin, 89, amerikansk historiker, advokat och författare
- 2006 – Owen Chamberlain, 85, amerikansk fysiker, mottagare av Nobelpriset i fysik 1959
- 2007 – Arthur M. Schlesinger, 89, amerikansk historiker och författare
- 2008
  - Joseph Juran, 103, rumänsk forskare och managementkonsult
  - Gito Rollies, 60, indonesisk skådespelare
- 2010 – Martin Benson, 91, brittisk skådespelare
- 2011
  - Elsina Hidersha, 21, albansk sångare med artistnamnet Emmy
  - Sven Lidman, 89, svensk lexikograf och författare, skapare av uppslagsverket Focus
  - Jane Russell, 89, amerikansk skådespelare
- 2012 – Anders Kulläng, 68, svensk rallyförare
- 2013
  - Armando Trovajoli, 95, italiensk film- och tv-musikkompositör
  - Donald A. Glaser, 86, amerikansk fysiker och neurobiolog, mottagare av Nobelpriset i fysik 1960
- 2014
  - Björn Arahb, 71, svensk vissångare
  - Michio Mado, 104, japansk författare och poet
- 2015
  - Yaşar Kemal, 91, kurdisk-turkisk författare
  - Braulio Castillo, 81, puertoricansk-mexikansk skådespelare och producent
- 2016 – George Kennedy, 91, amerikansk skådespelare
- 2017 – Vladimir Petrov, 69, rysk (sovjetiskfödd) ishockeyspelare
- 2019 – André Previn, 89, tysk-amerikansk pianist, dirigent och kompositör
- 2024 – Nikolaj Ryzjkov, 94, rysk politiker, Sovjetunionens premiärminister 1985–1991

## Svenska kalendern
I den svenska kalendern fanns inte 18–28 februari år 1753.